# 周鏜 (明朝)
周鏜（1508年—？），字德揚，號文川，直隸淮安府邳州宿遷縣人，匠籍，明朝政治人物。

## 生平
嘉靖二十二年（1543年）癸卯科應天府鄉試第一百十八名舉人。嘉靖二十六年（1547年）中式丁未科會試第二百十九名，登第二甲第八十九名進士。刑部觀政，授刑部主事，歷员外、郎中，出为南安知府，遷河東運使。

## 家族
曾祖周霖；祖父周錦；父周弼，母劉氏。慈侍下。子宗夔、宗龍。

## 延伸阅读
[在维基数据编辑]